# ミレ・ツルノ
ミレ・ツルノ（Mile Zrno、1955年9月29日 - ）は、クロアチア（旧ユーゴスラビア）出身の元プロレスラー。
現役選手時代はドイツを主戦場に活動。甘いマスクと肉体美を持つ技巧派ベビーフェイスとして、女性の観客からの声援を集めた。

## 来歴
スイス出身のレネ・ラサルテスやベルギー出身のチャールズ・フェルフルスト（ジョニー・ロンドス）らのコーチを受け、1973年に18歳でデビュー。1978年11月、ドイツのローラン・ボックが日本からアントニオ猪木を招聘してプロモートした欧州世界選手権シリーズに、アンダーカード要員として出場。猪木に同行しヨーロッパに遠征していた藤原喜明との連戦が各地で行われた。
1979年5月、ボックをヘビー級王者に認定していたWWU（ワールド・レスリング・ユニオン）のジュニアヘビー級王者として国際プロレスに初来日。5月6日に後楽園ホールにて阿修羅・原の挑戦を受けるも敗退、王座を明け渡している。
欧州では1980年代よりオットー・ワンツ主宰のCWA（キャッチ・レスリング・アソシエーション）を主戦場に活動。1981年に開催された "CWA World Catch Cup" では、ムース・モロウスキー、エイドリアン・ストリート、パット・ローチ、ゴロー・タナカ、クラウス・カウロフなどのヘビー級のヒールと対戦した。
1982年10月には新日本プロレスに初参戦するが、ビザの都合で興行への出場が不可能になり、素顔を隠し覆面レスラーのシルバー・ハリケーンに変身しての1試合のみで帰欧。翌1983年3月の来日時は素顔に戻り、3月10日に栃木県体育館にてタイガーマスクのNWA世界ジュニアヘビー級王座に挑戦した。1985年2月には第1次UWFに出場、2月18日の後楽園ホール大会ではディーン・ソルコフから勝利を収めている。
その後もCWAを活動の拠点に、1986年はブル・パワーこと後のビッグバン・ベイダーとも対戦。1987年7月17日にはオーストリアのウィーンにてスティーブ・ライトを破り、CWA世界ミドル級王座を獲得。タッグでは1988年6月、トニー・セント・クレアーと組んでマーク・ロコ&デイブ・フィンレイを下し、CWA世界タッグ王座の初代王者チームとなった。
再来日の機会はなかったものの、1989年にヨーロッパ遠征から帰国し第2次UWFに移籍した船木優治が、ドイツでツルノから習得した技としてアンクル・ホールドを初公開。彼の名前が再び日本でクローズアップされることとなった（船木は、ツルノが使っていた技はイギリスのビリー・ライレー・ジムの流れを汲むものと語っている）。
1990年代もCWAでの活動を続け、1990年から1993年にかけては、ランボー、クリス・ベノワ、オーエン・ハート、ランス・ストームなどのカナダ勢や、野上彰、飯塚孝之、山本広吉といった当時の新日本プロレスの若手選手とも対戦。1998年1月17日には、ドイツのハノーバーで行われたIWW（インディペンデント・レスリング・ワールド）のワンナイト・トーナメントに出場、決勝の4ウェイ・マッチで西村修に敗れた。
キャリア晩年はベルリンのVDBなどの団体に単発出場し、2005年に現役を引退してクロアチアに帰国したとされる。

## 得意技
- スープレックス
- ドロップキック
- ヘッドシザーズ・ホイップ
- ローリング・クラッチ・ホールド
- アンクル・ホールド
- 脇固め
- ヨーロピアン・アッパー・カット

## 獲得タイトル
ワールド・レスリング・ユニオン
- WWU世界ジュニアヘビー級王座：1回[5]

キャッチ・レスリング・アソシエーション
- CWA世界ミドル級王座：1回[8]
- CWA世界タッグ王座：2回（w / トニー・セント・クレアー、デビッド・テイラー）[9]